# Cleónides
Cleónides (en griego: Κλεονείδης) es autor de un tratado griego de teoría de la música titulado Εἰσαγωγὴ ἁρμονική Eisagōgē harmonikē (Introducción a los armónicos). La fecha del tratado, basada en evidencia interna, puede establecerse solo en los límites de período comprendido entre el siglo III a. C.  y el siglo IV d. C. sin embargo, los tratados titulados eisagōgē generalmente comenzaron a aparecer hasta el siglo I a. C. que parece ser el período más probable para el trabajo de Cleónides.
La atribución del Eisagōgē en algunos manuscritos a Euclides o Pappus es incompatible con el enfoque aristoxénico adoptado en el tratado. Algunos manuscritos nombran a "Zósimo" como el autor.
El tratado de Cleónides es el relato más claro de los aspectos técnicos de la teoría musical de Aristóxeno.

## Escalas modales
Cleónides, teórico considerado aristoxénico, conservó las siete escalas de Aristoxeno basadas en la llamada Escala Perfecta Inmutable.
En los modos, Cleónides señalaba que había tres 'especies' de 4a diatónica: (T-T-s), (T-s-T) y (s-T-T) las que se corresponden con  la diatónica, cromática y enarmónica. Y también cuatro especies de 5a: (T-T-s-T), (T-s-T-T), (T-T-T-s) y (s-T-T-T); asimismo señalaba que había siete especies de 8a, cada uno recibiendo nombres étnicos.